# URO VAMTAC
L'URO VAMTAC est un véhicule militaire blindé de transport tactique espagnol.

## Description
Il est fabriqué par l’entreprise UROVESA à Saint-Jacques de Compostelle. Plusieurs versions sont disponibles. La version en tracteur d'artillerie, l'URO VAMTAC SK, diffère sensiblement de la version de base.

## Utilisateurs

### Militaires
EspagnePlus de 2 000 en service
 MarocPlus de 1 600 en service
 Chili
 Malaisie
 Roumanie
 Belgique
 Ghana
 Portugal
 République dominicaine
 Oman
 Arabie saoudite en version logistique et en version mortier automoteur Alakran.

### Civils
Espagne
 Honduras
 Venezuela

## Galerie d'images

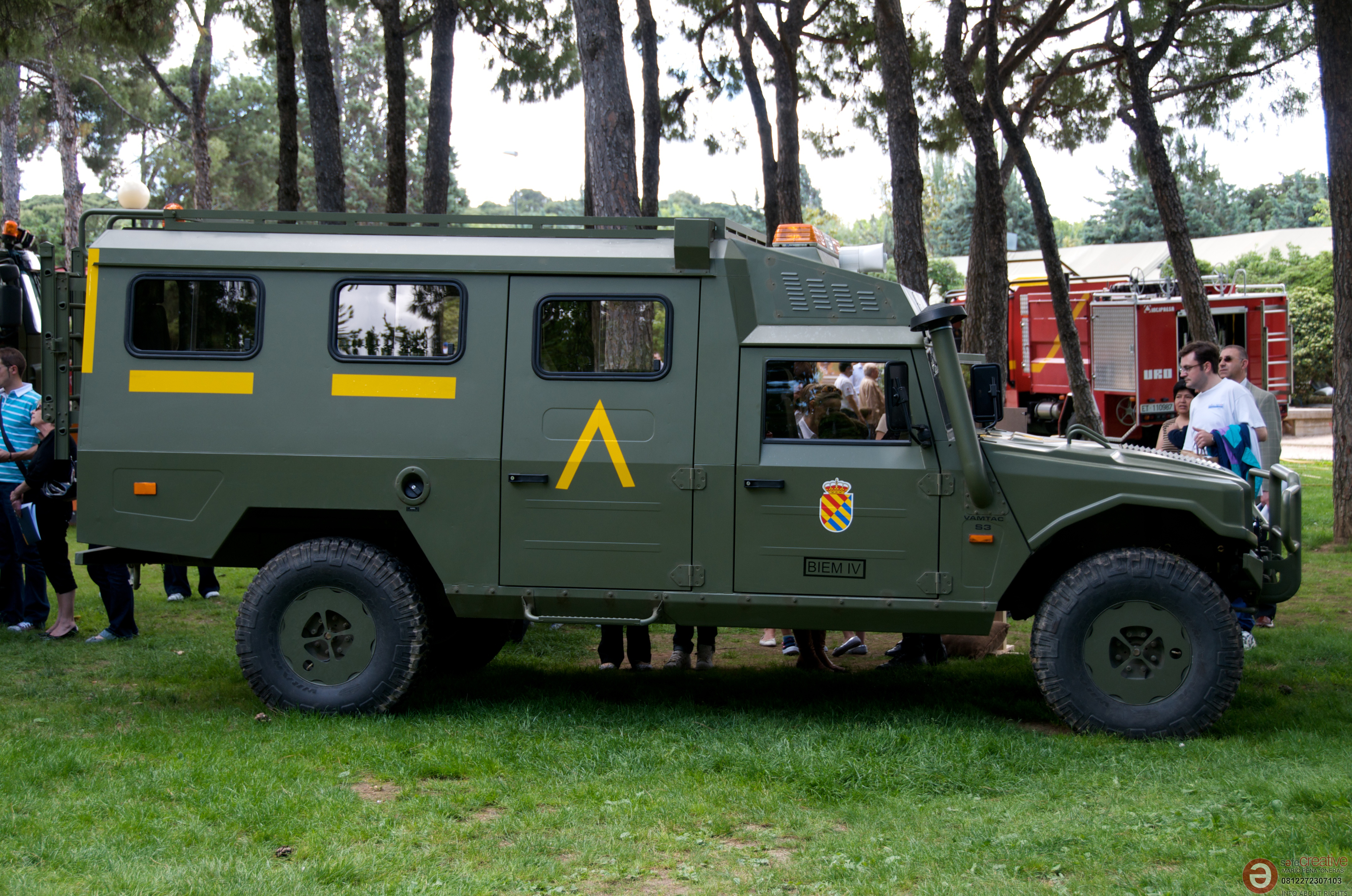
URO VAMTAC d'une unité militaire de secours.
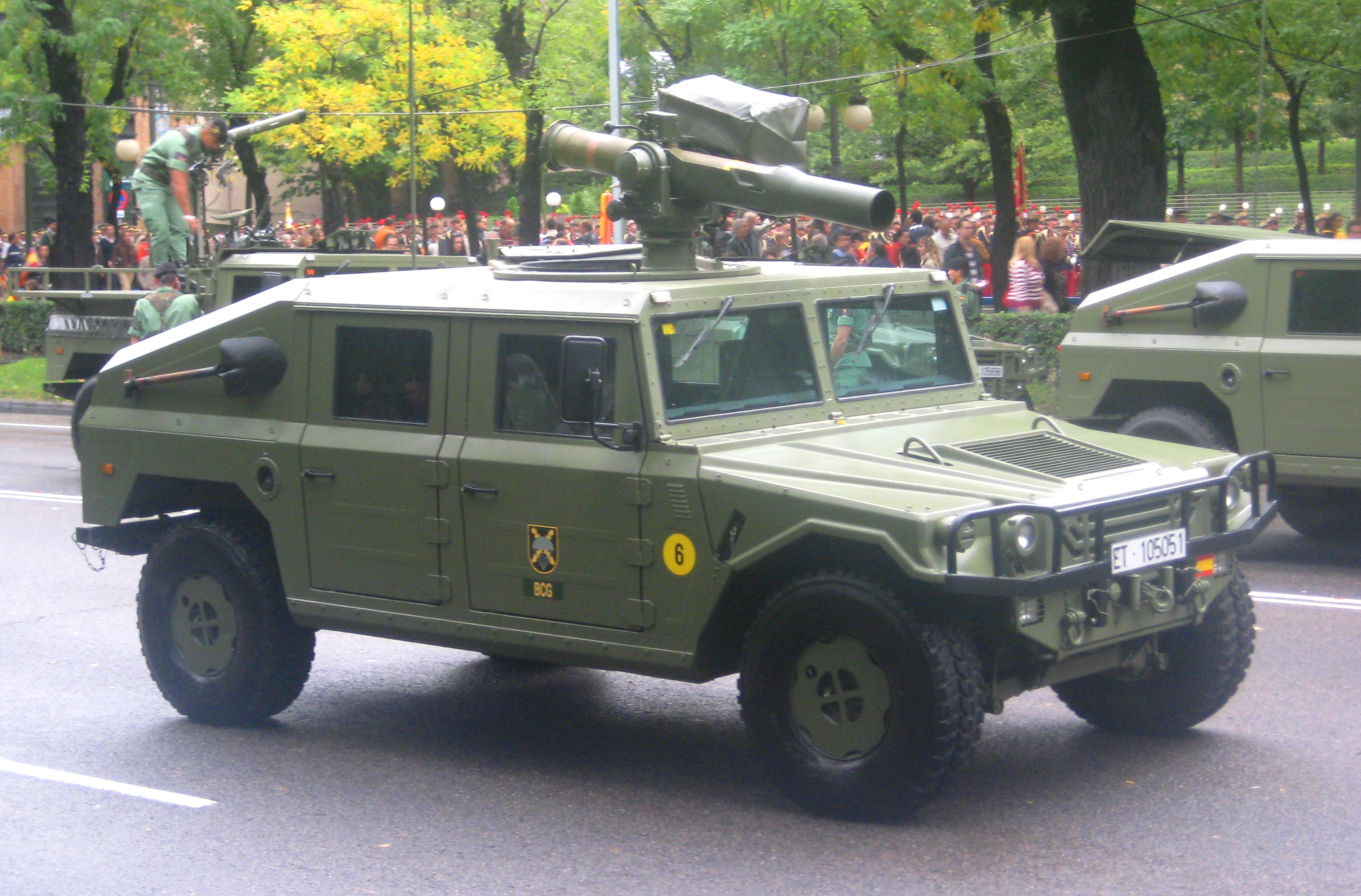
Un URO VAMTAC de la BRIPAC avec un lance-missiles BGM-71 TOW 2A.
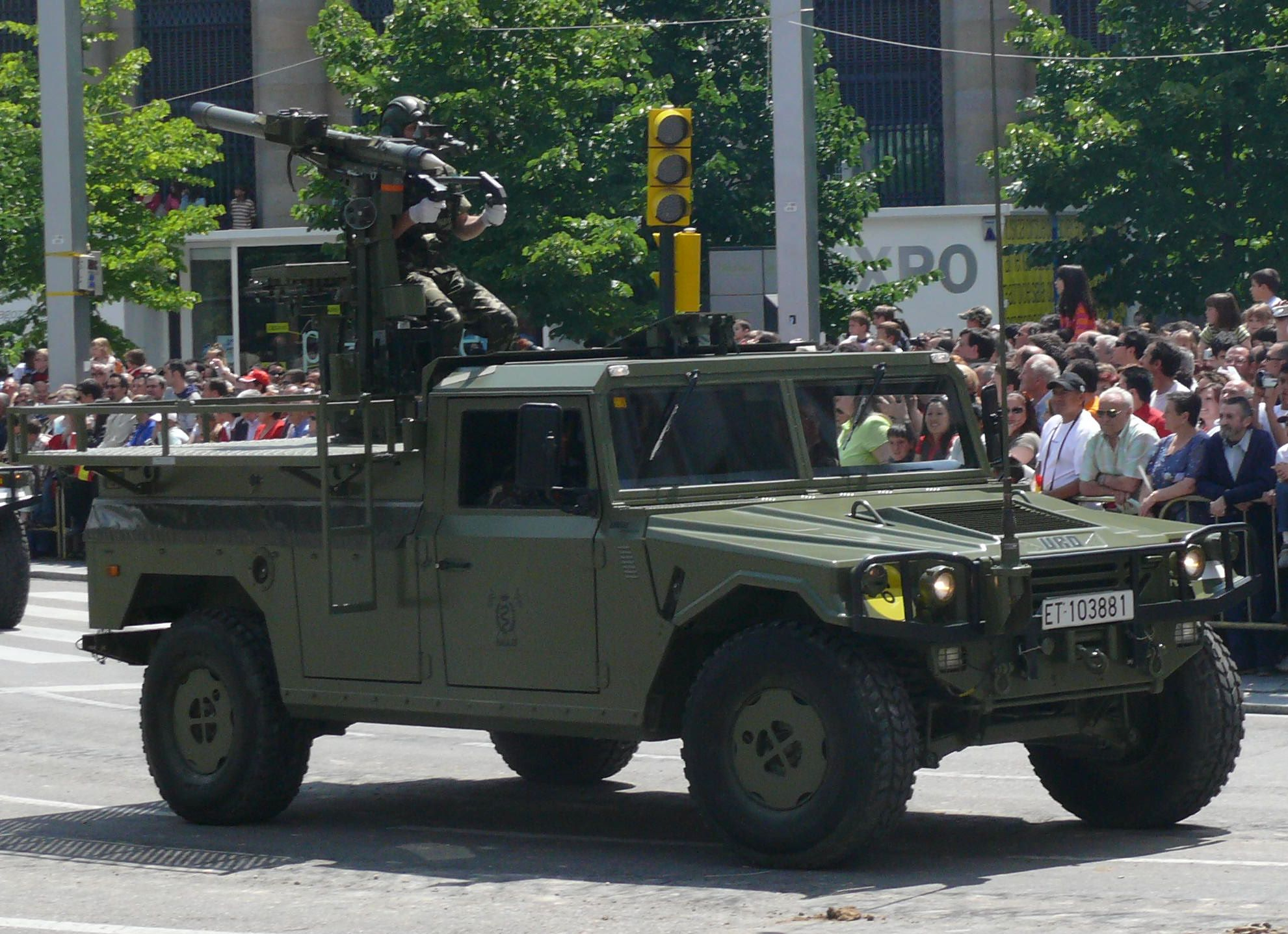
URO VAMTAC avec un lance-missiles sol-air Mistral
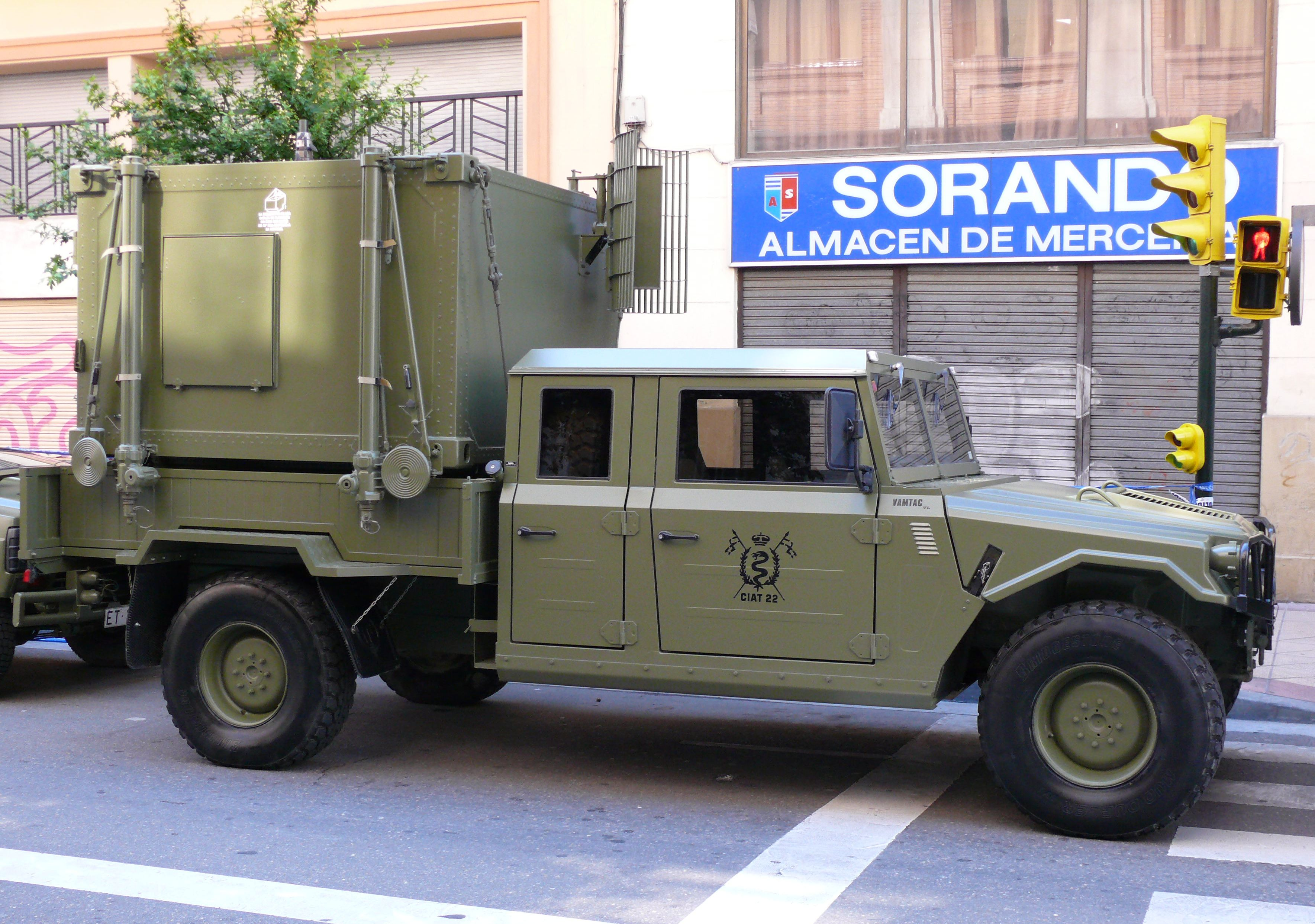
URO VAMTAC porte-conteneurs de télécommunications
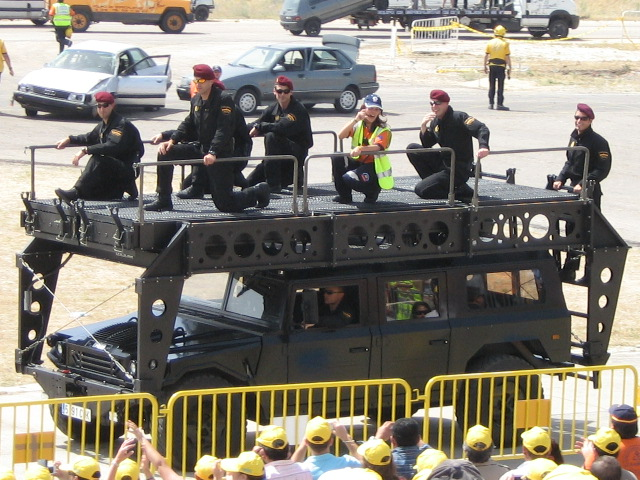
Avec système de rampe mobile ajustable
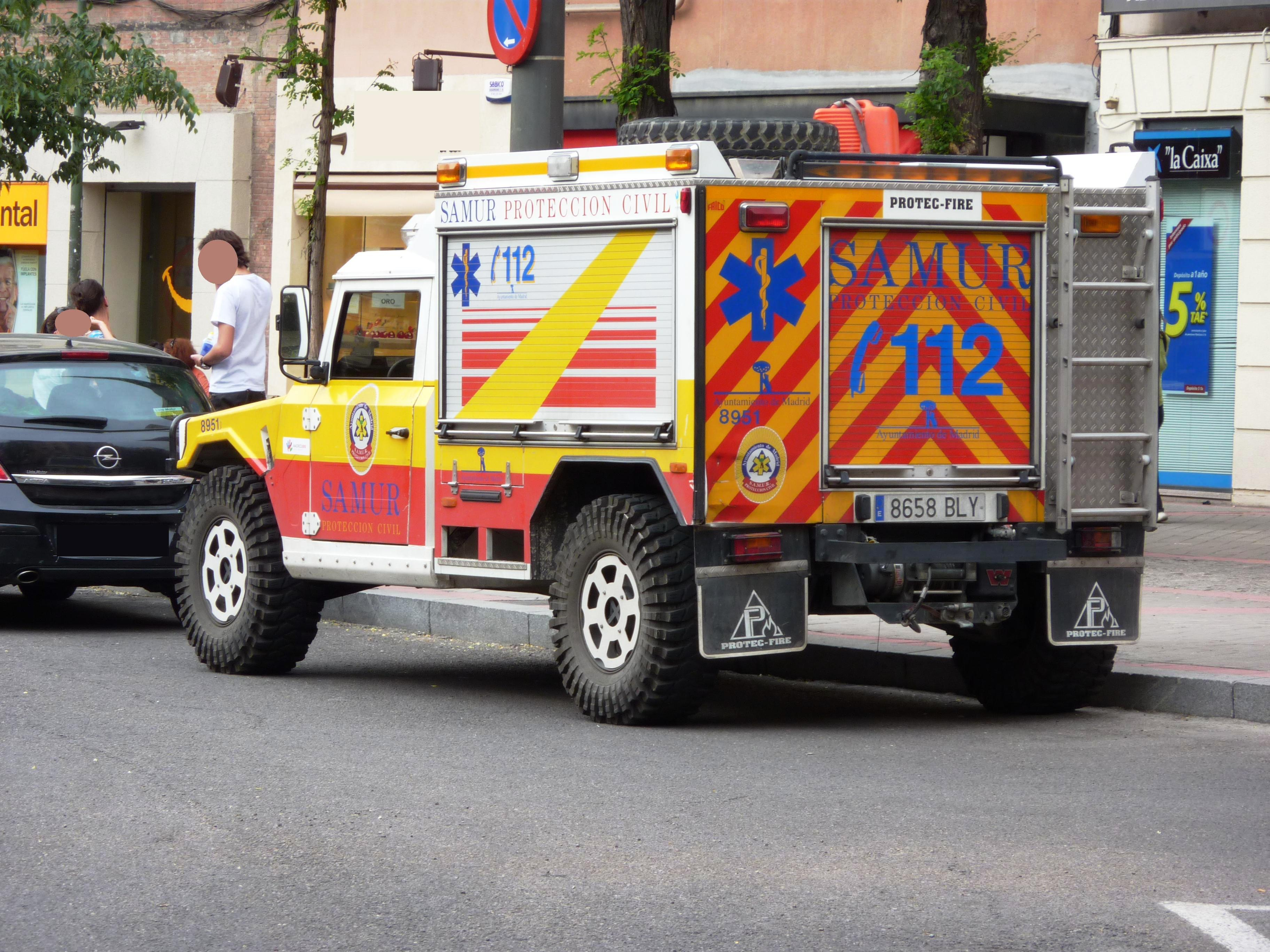
Médicalisé
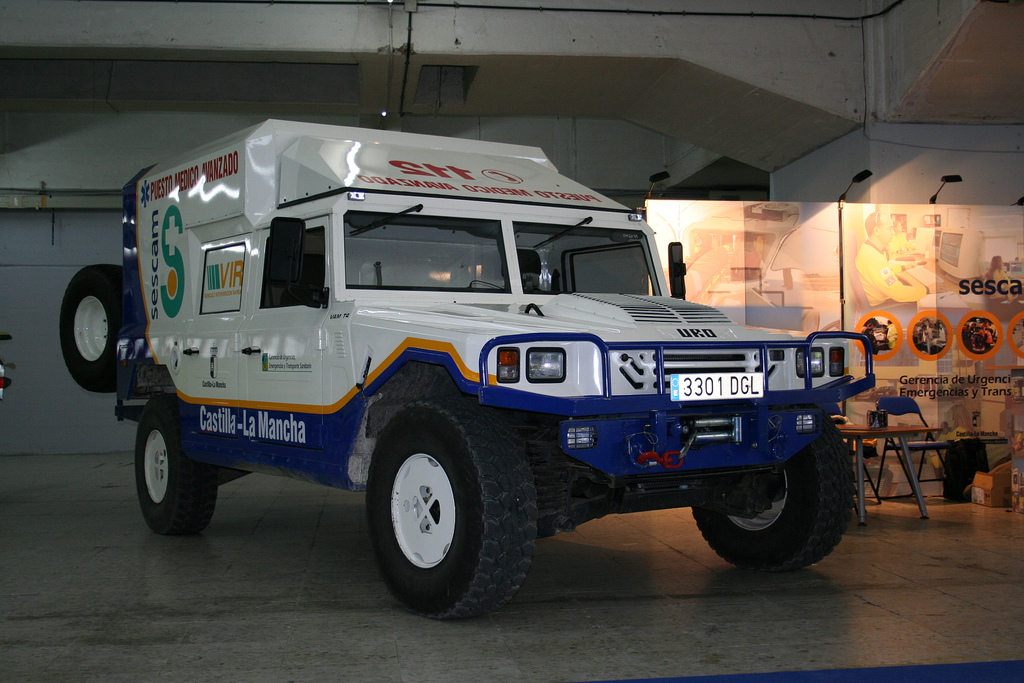
Médicalisé
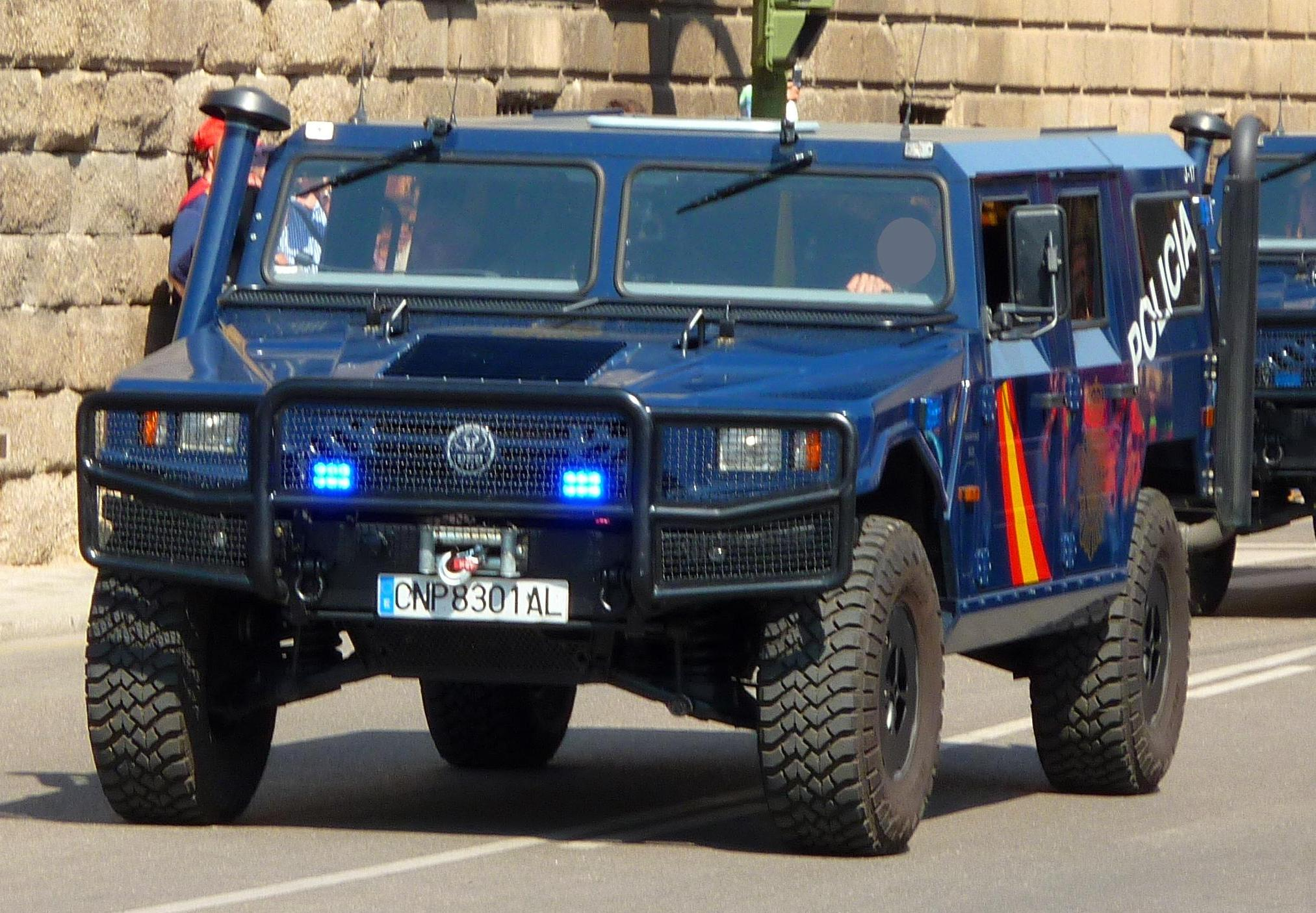
D'intervention policier.
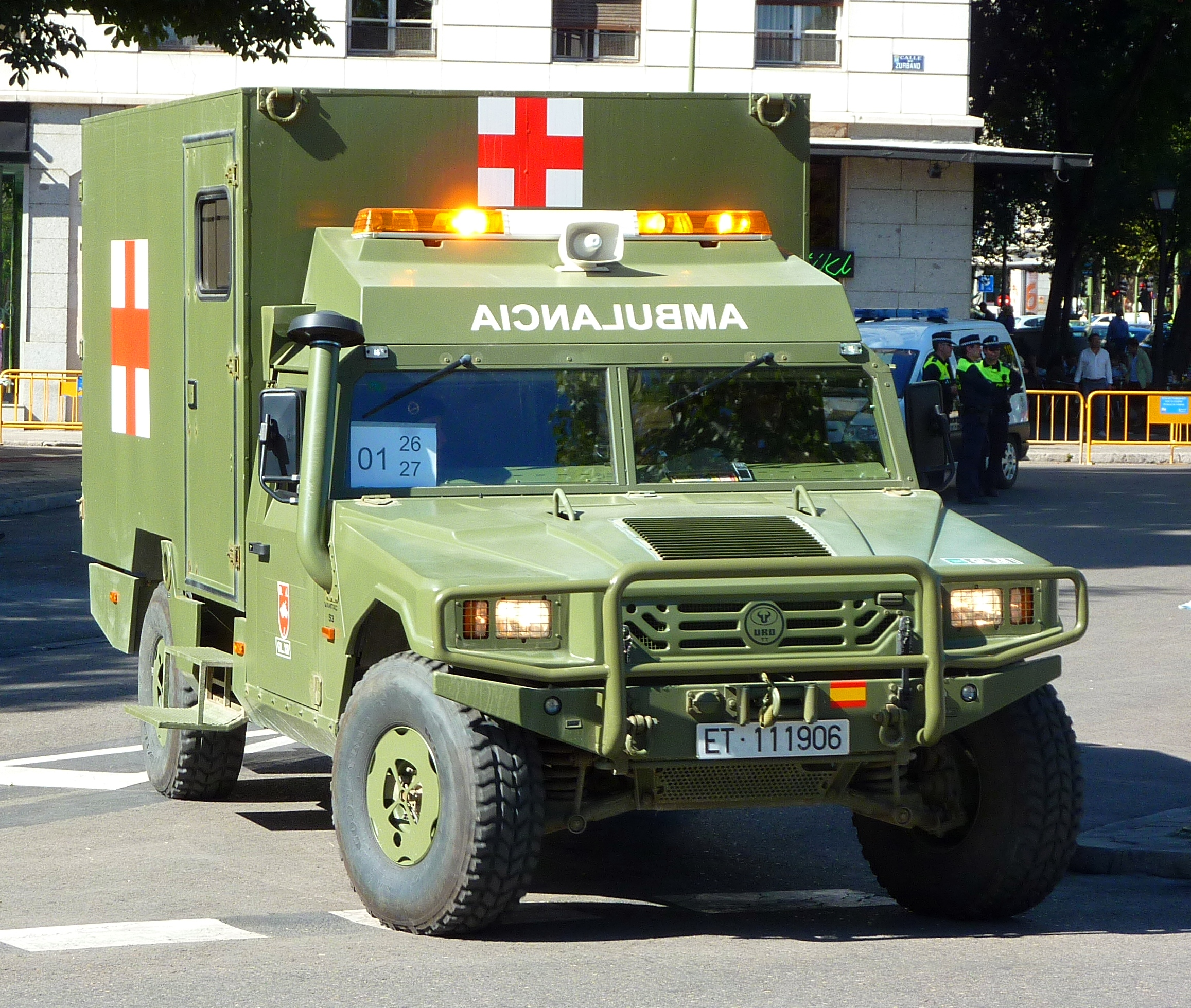
Ambulance
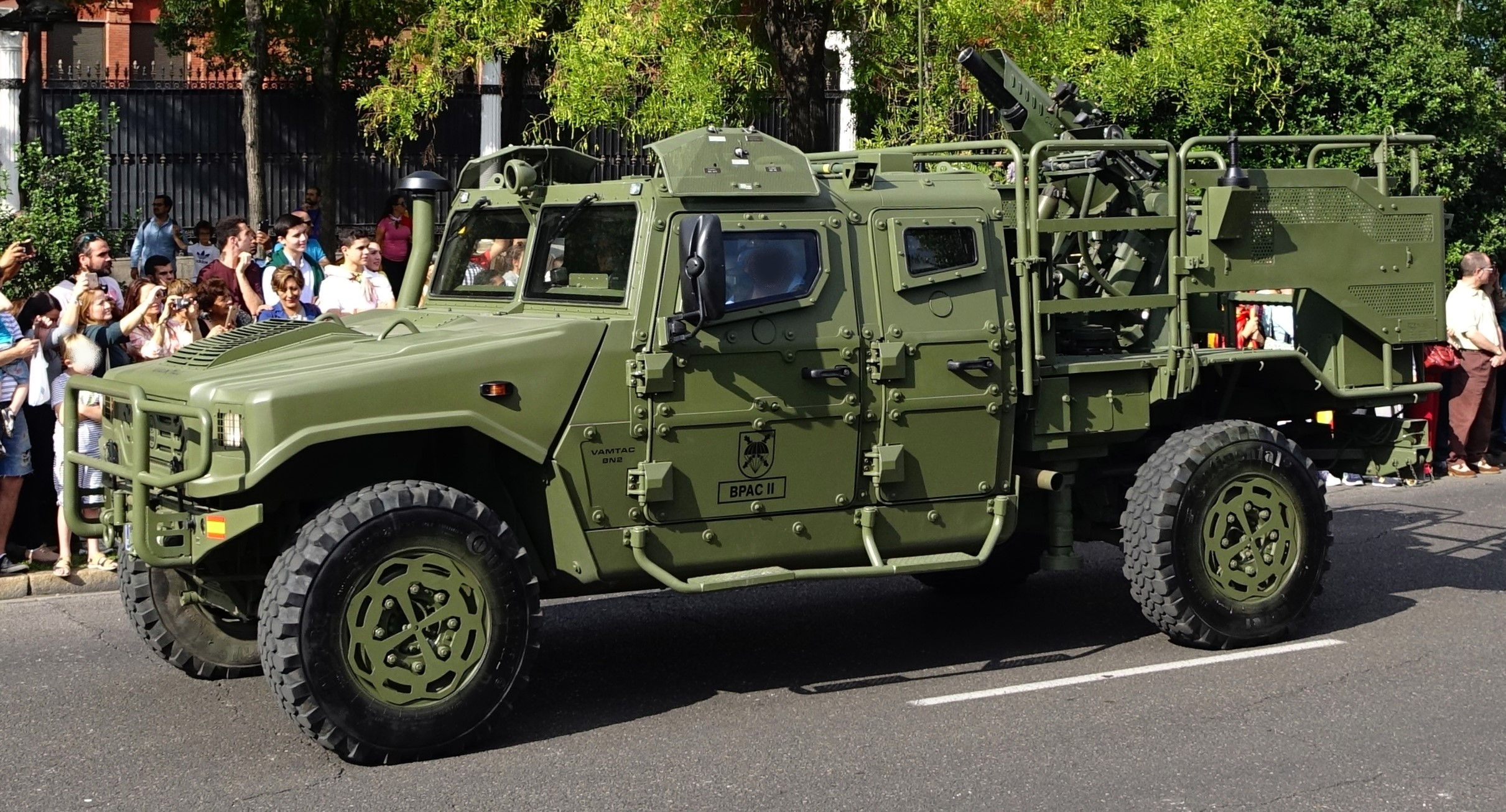
En version mortier automoteur
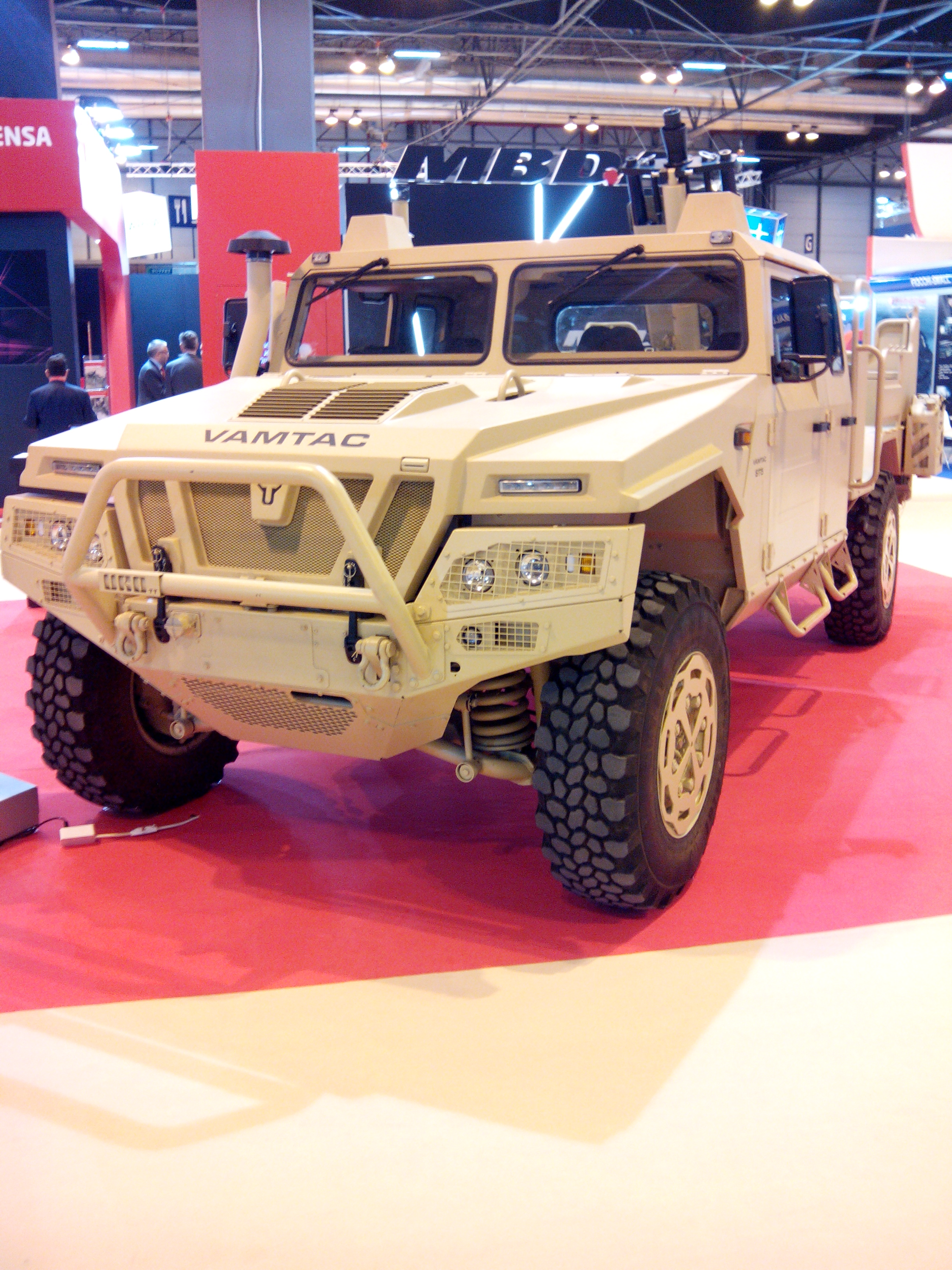
URO VAMTAC ST5 en usage, par exemple, au sein du commandement des opérations spéciales (Espagne)
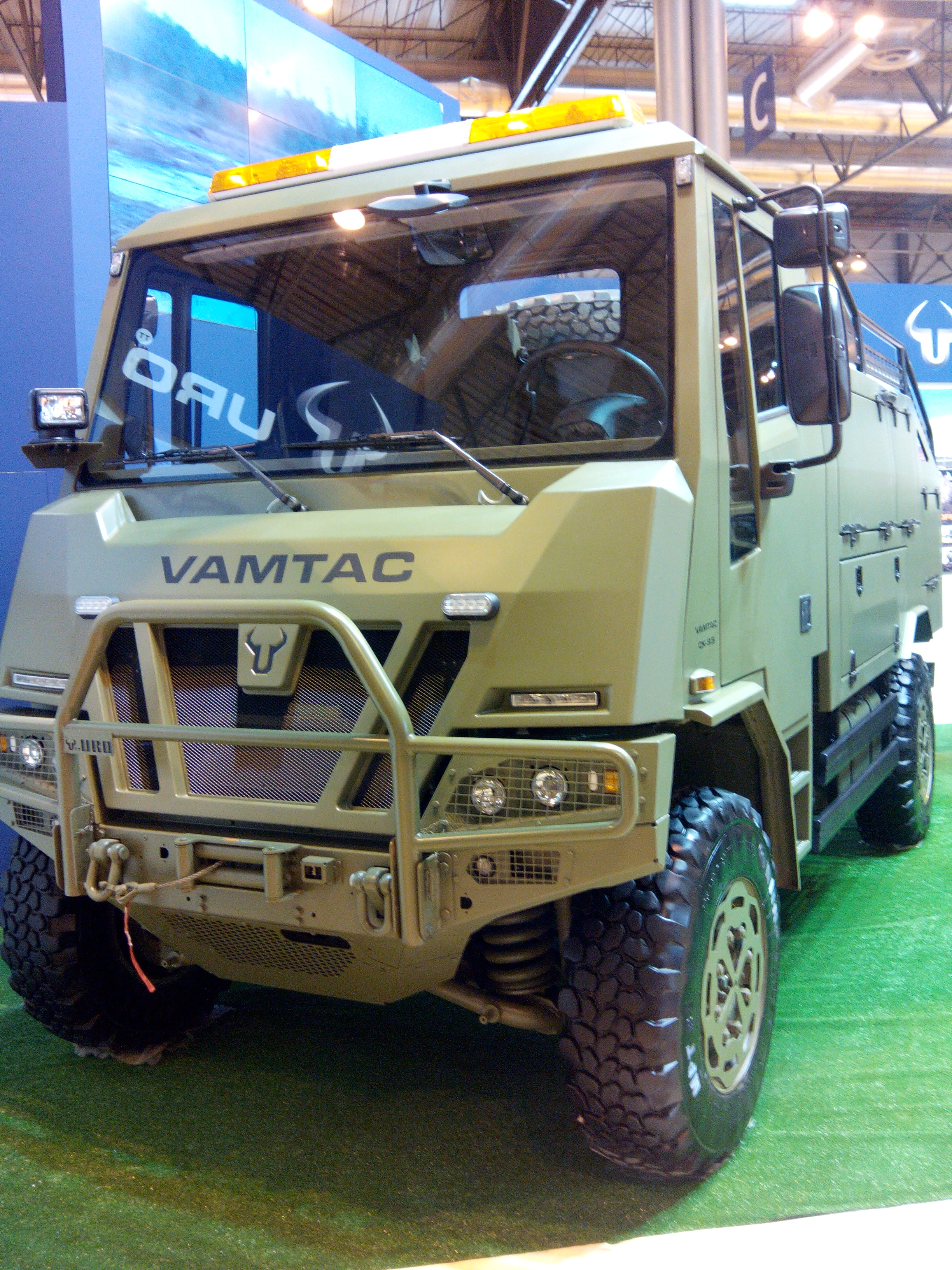
URO VAMTAC SK, ici le SK95

## Véhicules équivalents
- Pindad Komodo (en)
- Renault Sherpa 2
- Humvee
- Iveco LMV
- LAPV Enok
- Mowag Eagle
- Oshkosh L-ATV